# Scurge: Hive
Scurge: Hive ist ein Videospiel der Firma SouthPeak Games, welches für den Nintendo Game Boy Advance und den Nintendo DS erschien, wobei beide Version inhaltlich nahezu identisch sind. Einziger Unterschied ist eine Minikarte, die in der DS-Version auf dem zweiten Bildschirm dargestellt wird. Das Spiel hat große Ähnlichkeiten mit den Metroid-Spielen, spielt aber nicht in Seitenansicht, sondern in der isometrischen Perspektive. Es hat darüber hinaus auch einige Rollenspiel-Elemente.

## Handlung
Zu Beginn des Spiels wird die Heldin mit einem Virus infiziert wegen welchem sie nach einer gewissen Zeit mutiert. Um eine Mutation zu verhindern, kann man die Infektion auf Speicherpunkten zurücksetzen. Der gesamte Spielablauf besteht darin, dass man nach Upgrades sucht, die einem andere Arten von Schüssen ermöglichen, welche gegen bestimmte Gegner besonders effektiv sind, oder eine besondere Fähigkeit ermöglichen. Durch das Töten von Gegnern erhält man Erfahrung, welche zu einer Erhöhung der Lebenskraft führt. Dabei muss man große isometrische Areale erkunden.

## Rezeption
Kritiken fielen im Wesentlichen zwar positiv aus, aber ein sehr häufig auftretender Kritikpunkt war die Isometrische Perspektive, die das Zielen und andere Aktionen unnötig erschwerte. Ebenso bemängelt wurde die daraus resultierende Frustration bei Kämpfen. Grafik und Sound sowie Story und Charaktere wurden allerdings gelobt.